# Sonate per pianoforte (Boulez)
Le tre sonate per pianoforte di Pierre Boulez sono considerate i suoi primi veri lavori per pianoforte, anche se preceduti dall'esperimento di una "Notazione" del 1945. La Sonata n. 1 è del 1946, la seconda del 1948 e la terza nasce tra il 1955 e il 1957 con ulteriori rielaborazioni almeno fino al 1963, anche se inizialmente furono pubblicati solo due dei suoi movimenti e un frammento di un altro. Le tre opere si integrano nel novero delle opere di musica seriale, spinta da Boulez ai limiti estremi con la tecnica da lui definita del "serialismo integrale".

## Sonata per pianoforte n. 1
Composta nel 1946, la composizione presenta forti influenze della musica di Anton Webern, soprattutto della sua "Sinfonia Op. 21". La sonata si svolge in due movimenti. Il primo, indicato come "lento" parte da un intervallo di sesta minore, un'appoggiatura, una nota isolata e un brusco arpeggio. Il secondo "abbastanza largo, poi rapido" si basa su piccole cellule musicali sparse su tutte le altezze della tastiera, con bruschi salti di ottava che diventeranno caratteristici anche nei successivi lavori pianistici di Boulez.

## Sonata per pianoforte n. 2

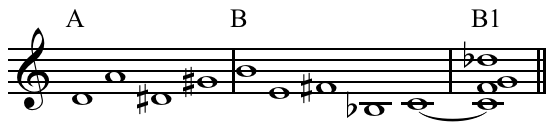
Pierre Boulez, serie per la Sonata per pianoforte n. 2 consiste di 3 cellule: A) Una quinta giusta, seguita da un tritono e una quarta giusta; B) una quinta giusta discendente e una seconda maggiore ascendente, una quinta aumentata discendente e una seconda maggiore ascendente; B1) un accordo con intervalli ascendenti di quarta giusta, seconda maggiore e quinta diminuita.

Composta nel 1948, ed eseguita per la prima volta nel 1950, grazie anche all'interessamento e sostegno di John Cage, fu la composizione che per prima diede risonanza e fama mondiale a Boulez come compositore. Si sviluppa in quattro movimenti per una durata totale di circa mezz'ora. Presenta un andamento assai più articolato ed estremo rispetto alla prima sonata e momenti di notevole virtuosismo esecutivo. La composizione si richiama in modo sorprendente allo "Hammerklavier" di Beethoven, oltre a presentare un "tema BACH". La sviluppo si rifà alla classica struttura della "forma sonata" con esposizione, sviluppo e ricapitolazione. 
Il primo movimento "Extremement rapide - Encore plus vif" (Estremamente rapido, ancora più vivace) è il momento di massima violenza e virtuosismo, mentre il secondo "Lent" (lento), si abbandona a momenti lirici e melodici. Il terzo movimento "Modere, presque vif"(Moderato, poi quasi vivace) è ridotto ad una lunghezza di circa tre minuti e si configura come uno "scherzo" con variazioni sul tema. Molto articolato è invece il quarto movimento "Vif - Tres modere... Tres librement..." (Vivace - Molto moderato. Assai libero..) che presenta una fuga dodecafonica, un rondò e una coda.

## Sonata per pianoforte n. 3
Boulez esprime in questa composizione il suo interesse per la "Musica aleatoria", lasciando libero l'esecutore di decidere l'ordine di esecuzione delle varie "formanti", così chiamate al posto di "movimenti", proprio per escluderne la consequenzialità. Il lavoro venne pensato come un "progetto in divenire", "work in progress" destinato ad un lavoro di modifica costante e idealmente infinito. Questa rielaborazione si protrasse dal 1955 almeno fino al 1963 e sarà spunto per le sue successive composizioni "Eclat" e "Pli selon pli"
Il lavoro è diviso in 5 parti (formanti):
1. "Antiphonie" : inedito tranne che per un frammento chiamato "Sigla" (Siglum)
2. "Trope" : pubblicato
3. "Constellation" : pubblicato solo nella originaria versione chiamata "Constellation-Miroir"
4. "Strophe" : inedito
5. "Séquence" : inedito tranne che per un facsimile del manoscritto della versione preliminare

La sonata fu eseguita per la prima volta in modo sperimentale nel 1958. Sebbene la composizione si appoggi su un interessante spunto di partenza, risulta la meno eseguita delle tre, proprio a causa della libertà di scrittura e di reinterpretazione, risultando estremamente astratta e di difficile interpretazione sia pianistica che musicale. Solo negli ultimi anni di vita Boulez indicò un ordine consigliato di esecuzione, secondo lo schema sopra riportato.

## Discografia
- Pierre Boulez: Sonatas. Pianista: Idil Biret Ed.: Naxos, Radio France.
- Pierre Boulez: Opera completa. Ed.Deutsche Grammophon
- Pierre Boulez: Sonatas. Pianista: Claude Hellfer Ed.: Naive